# Antonio Quintero
Antonio Quintero Ramírez, conocido como el Maestro Quintero (Jerez de la Frontera, Cádiz; 1895- Madrid; 26 de marzo de 1977) fue un compositor de coplas, autor de teatro y comediógrafo. Conocido letrista miembro del reconocido trío de autores Quintero, León y Quiroga.

## Trayectoria
Como comediógrafo obtuvo su primer gran éxito en 1929 cuando estrenó La copla andaluza. Se trataba de unos sainetes costumbristas de ambiente andaluz, entremezclados con coplas, con las que triunfaron Pepe Marchena y Angelillo.
Luego escribió El alma de la copla una prolongación de la primera, y las piezas teatrales Gracia y justicia, Morena clara, que más tarde sería llevada al cine por Imperio Argentina en 1936 y posteriormente por Lola Flores en 1954, y Filigrana, que también sería adaptada al cine por Concha Piquer, en 1949.
A Antonio Quintero, aunque escribió la letra de otros espectáculos líricos, como "Azabache" y "Maravilla" con música de Federico Moreno Torroba y "Por Peteneras" en colaboración con Pascual Guillén y música de Rafael Calleja Gómez, fue autor de muchísimas comedias y guiones cinematográficos, se le recuerda como letrista de canciones que fueron muy populares.
Antonio Márquez, torero, esposo y representante de Concha Piquer se dirigió a Antonio Quintero para que este le escribiera un espectáculo parecido a La copla andaluza pero para gran orquesta, de ahí que buscaran para esa preparación musical al maestro Quiroga, y este, a la hora de elaborar los cantables buscó la acertada colaboración del maestro Rafael de León, y así surgió la unión del famoso trío que tanta gloria le daría a la copla. Al componer, Quintero escribía los sainetes de los espectáculos que estrenaron y coordinaba la parte teatral con las canciones, en las que también colaboraba con Rafael de León, pero la responsabilidad de las letras recaía generalmente en Rafael de León, y la música era parte exclusiva de Quiroga.
Antonio Quintero fue autor de sainetes y estampas como Zambra de Lola Flores y Manolo Caracol, Puente de Coplas y Tonadilla de Concha Piquer, Dolores la Macarena de Antoñita Moreno, y muchas otras.
En cuanto a las canciones que firmó junto a Rafael de León, podemos destacar Francisco Alegre, Y sin embargo te quiero, Callejuela sin salida, Mañana sale, No me quieras tanto, Las cosas del querer, Yo soy esa, Rosa de Capuchinos, Señor Sargento Ramírez, Lola la Piconera, entre otras.
Antonio Quintero falleció en Madrid y recibió sepultura en Sangenjo (Pontevedra)

## Reconocimiento
El Ayuntamiento de Jerez le dedicó una calle